# Härn
Härn eller Hörn är i nordisk mytologi linodlingens (hörr = "lin") gudinna och enligt Snorre identisk med gudinnan Freja. Ortnamnen Härnevi och Järnevi  "Hörns helgedom" kan tolkas som att gudinnan dyrkats där. Även stadsnamnet Härnösand har formats efter Härn. 
Linberedning hade tidigt stor betydelse i de nordiska länderna och det var till stora delar kvinnornas verksamhetsområde. Linet skulle sås på en fredag. Fredagen var också dagen för bröllop då bruden kläddes i brudelin eller som det ibland uttryck "gick hon under linet", det vill säga en linneslöja.  